# Mononychellus progresivus
Mononychellus progresivus är en spindeldjursart som beskrevs av Doreste 1981. Mononychellus progresivus ingår i släktet Mononychellus och familjen Tetranychidae. Inga underarter finns listade i Catalogue of Life.